# Ronde van Spanje 2007/Vierde etappe
De vierde etappe van de Ronde van Spanje 2007 vond plaats op 4 september 2007 en liep van Langreo naar Lagos de Covadonga in de bergketen Picos de Europa. De rit was 185 kilometer lang en telde twee tussensprints en drie beklimmingen: een van de tweede categorie, een van de derde categorie en een van de buitencategorie. De etappe eindigde bergop.

## Verslag
Op de eerste beklimming van de dag vormde zich een grote kopgroep van 37 renners die al snel een voorsprong van zes minuten op het peloton pakten. Bij de eersten zaten onder andere Stijn Devolder, Vladimir Jefimkin, José García Acosta, Juan Manuel Gárate, Chris Horner, Franco Pellizotti en Sylvain Chavanel. Bingen Fernández en David García probeerden uit deze groep te demarreren, maar werden snel weer teruggepakt. Na 100 kilometer in koers liep de voorsprong terug, onder meer dankzij de ploegen Rabobank en Caisse d'Epargne die de aanwezigheid van Devolder bij de voorsten vreesden.
Aan de voet van de laatste beklimming naar Lagos de Covadonga was de marge nog 2'15". Verschillende renners hadden dan al de kopgroep moeten laten gaan. Vooraan nam eerst Chavanel het initiatief voor een ontsnapping. Enkele kilometers later werd hij voorbijgestoken door Jefimkin. Op vijf kilometer voor de finish had hij 1'44" voorsprong op een groepje favorieten, met onder meer Carlos Sastre, Denis Mensjov, Óscar Pereiro, Cadel Evans en Leonardo Piepoli. Deze groep veegde een voor een de overgebleven vluchters op. Slechts Devolder en zijn landgenoot Maxime Monfort wisten bij te blijven. Op de meet had Jefimkin nog 1'06" over op een groepje van vijf. Evans, Pereiro, Samuel Sánchez en Vladimir Karpets behoorden daar niet meer toe en liepen een grotere achterstand op.

### Tussensprints
- Eerste tussensprint in Alto de la Madera, na 60 km: Mickaël Delage
- Tweede tussensprint in Cangas de Onís, na 163 km: Mickaël Delage

### Beklimmingen
- Alto de la Faya de los Lobos (2e), na 17 km: Jurgen Van Goolen
- Alto de la Llama (3e), na 131 km: Carlos Barredo
- Lagos de Covadonga (ESP), na 185 km: Vladimir Jefimkin

### Opgaves
- Lorenzo Bernucci van T-Mobile Team ging niet van start. Nadat bekend was geworden dat hij in de Ronde van Duitsland betrapt was op dopinggebruik werd hij door zijn ploeg ontslagen en uit de Ronde van Spanje teruggetrokken.

## Uitslag
| rang | renner               | land      | ploeg                | tijd      |
| ---- | -------------------- | --------- | -------------------- | --------- |
| 1    | Vladimir Jefimkin    | Rusland   | Caisse d'Epargne     | 4u 39'56" |
| 2    | Leonardo Piepoli     | Italië    | Saunier Duval-Prodir | op 1'06"  |
| 3    | Stijn Devolder       | België    | Discovery Channel    | z.t.      |
| 4    | Denis Mensjov        | Rusland   | Rabobank             | z.t.      |
| 5    | Maxime Monfort       | België    | Cofidis              | z.t.      |
| 6    | Carlos Sastre        | Spanje    | Team CSC             | z.t.      |
| 7    | Cadel Evans          | Australië | Predictor-Lotto      | op 1'28"  |
| 8    | Sylvain Chavanel     | Frankrijk | Cofidis              | op 1'33"  |
| 9    | Ezequiel Mosquera    | Spanje    | Karpin-Galicia       | op 1'36"  |
| 10   | Leonardo Bertagnolli | Italië    | Liquigas             | op 1'49"  |

## Klassementen

### Algemeen klassement
| rang | renner               | land      | ploeg                | tijd       |
| ---- | -------------------- | --------- | -------------------- | ---------- |
| 1    | Vladimir Jefimkin    | Rusland   | Caisse d'Epargne     | 16u 02'50" |
| 2    | Denis Mensjov        | Rusland   | Rabobank             | op 1'06"   |
| 3    | Carlos Sastre        | Spanje    | Team CSC             | z.t.       |
| 4    | Maxime Monfort       | België    | Cofidis              | z.t.       |
| 5    | Stijn Devolder       | België    | Discovery Channel    | z.t.       |
| 6    | Leonardo Piepoli     | Italië    | Saunier Duval-Prodir | z.t.       |
| 7    | Cadel Evans          | Australië | Predictor-Lotto      | op 1'28"   |
| 8    | Sylvain Chavanel     | Frankrijk | Cofidis              | op 1'33"   |
| 9    | Ezequiel Mosquera    | Spanje    | Karpin-Galicia       | op 1'36"   |
| 10   | Leonardo Bertagnolli | Italië    | Liquigas             | op 1'49"   |

### Puntenklassement
| rang | renner        | land      | ploeg                 | punten |
| ---- | ------------- | --------- | --------------------- | ------ |
| 1    | Óscar Freire  | Spanje    | Rabobank              | 65     |
| 2    | Paolo Bettini | Italië    | Quick·Step-Innergetic | 45     |
| 3    | Allan Davis   | Australië | Discovery Channel     | 30     |

### Bergklassement
| rang | renner            | land    | ploeg                | punten |
| ---- | ----------------- | ------- | -------------------- | ------ |
| 1    | Serafín Martínez  | Spanje  | Karpin-Galicia       | 35     |
| 2    | Vladimir Jefimkin | Rusland | Caisse d'Epargne     | 30     |
| 3    | Leonardo Piepoli  | Italië  | Saunier Duval-Prodir | 25     |

### Combinatieklassement
| rang | renner            | land    | ploeg                | punten |
| ---- | ----------------- | ------- | -------------------- | ------ |
| 1    | Vladimir Jefimkin | Rusland | Caisse d'Epargne     | 9      |
| 2    | Leonardo Piepoli  | Italië  | Saunier Duval-Prodir | 18     |
| 3    | Denis Mensjov     | Rusland | Rabobank             | 20     |

### Ploegenklassement
| rang | ploeg            | land       | tijd       |
| ---- | ---------------- | ---------- | ---------- |
| 1    | Caisse d'Epargne | Spanje     | 48u 13'24" |
| 2    | Liquigas         | Italië     | op 1'10"   |
| 3    | Team CSC         | Denemarken | op 3'16"   |

1e etappe ·
2e etappe ·
3e etappe ·
4e etappe ·
5e etappe ·
6e etappe ·
7e etappe ·
8e etappe ·
9e etappe ·
10e etappe ·
11e etappe ·
12e etappe ·
13e etappe ·
14e etappe ·
15e etappe ·
16e etappe ·
17e etappe ·
18e etappe ·
19e etappe ·
20e etappe ·
21e etappe

Startlijst · Eindstanden · Afbeeldingen